# Heineken

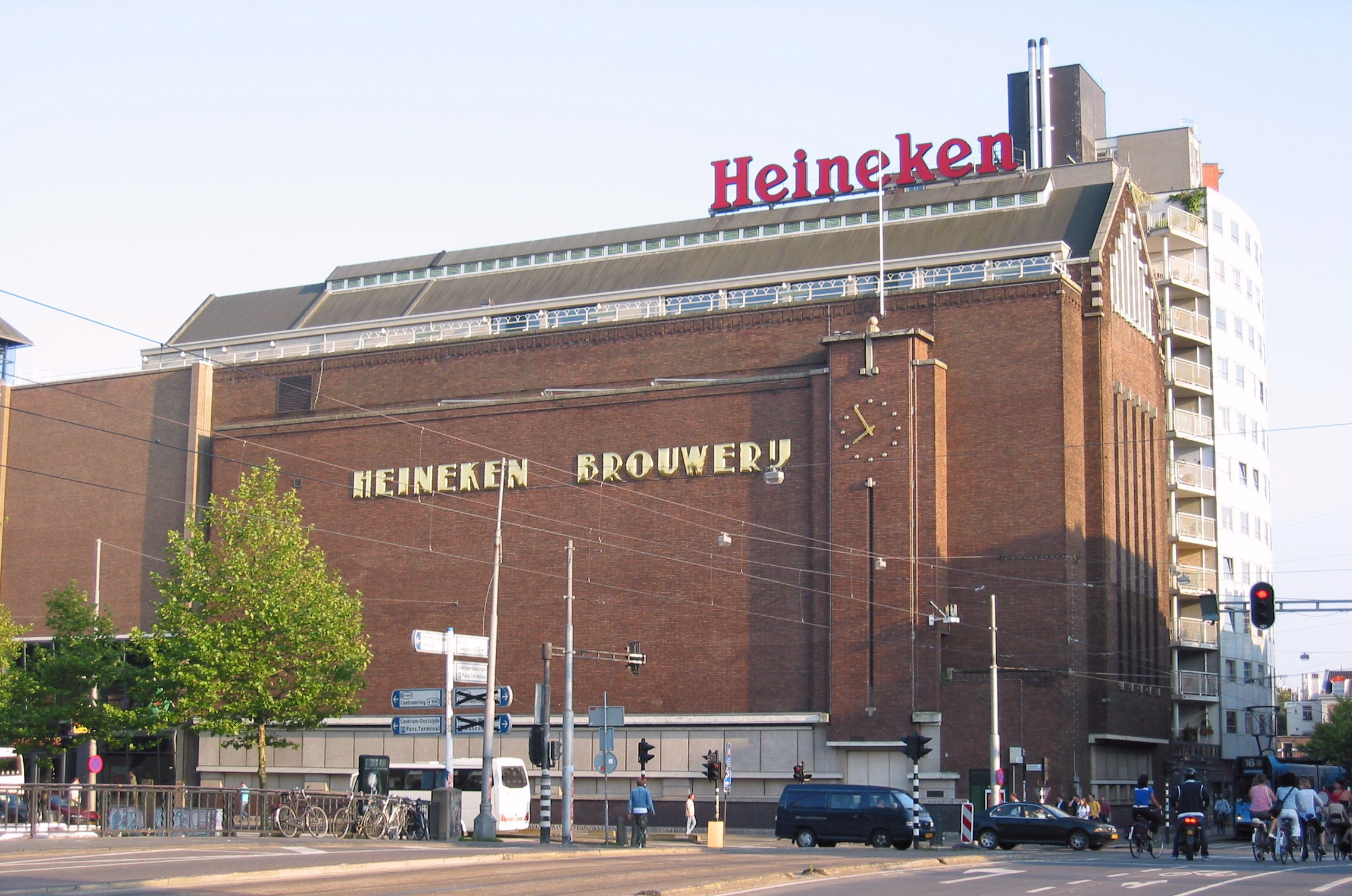
Antiga fàbrica de cervesa Heineken (actualment, museu).

Heineken amb la marca The Heineken Company és una companyia cervesera multinacional neerlandesa, establerta l'any 1864 a Amsterdam, a la vora del riu Amstel, en comprar Gerard Adriaan Heineken (llavors amb 22 anys) una cervesera fins llavors anomenada "De Hooiberg". El 2005, Heineken posseïa 130 cerveseres en més de 65 països amb una plantilla de 61.732 treballadors. A 2019   Heineken té més de 165 cerveseries en més de 70 països. Produeix 348 cerveses i sidres internacionals, regionals, locals i especialitzades i dóna feina a unes 85.000 persones.
Heineken organitza l'empresa en cinc territoris que després es divideixen en operacions regionals. Les regions són: Europa Occidental, Europa central i oriental, Amèrica, Àsia Pacífic i Àfrica i Orient Mitjà. Aquests territoris contenen 115 plantes cerveseres en més de 65 països, elaborant marques locals a més de la marca Heineken.
Produeix 121,8 milions d'hectolitres de cervesa a l'any i és el quart fabricant mundial al darrere d'InBev, SABMiller i Anheuser-Busch. Heineken figura com una de la cerveses importades més venudes als Estats Units.
Heineken també posseeix marques com Cruzcampo, Tiger, Żywiec, Starobrno, Birra Moretti, Ochota, Murphy’s, Star o Buckler.
Actualment, als Països Baixos produeix a Zoeterwoude i 's-Hertogenbosch i ha deixat l'antiga fàbrica d'Amsterdam com a museu.
Des de mitjan 2007, Heineken ha pres la propietat d'antigues marques de S&N International, com ara les sidres Strongbow i Bulmers i les cerveses John Smith's i Newcastle Brown Ale. Amb l'adquisició parcial d'Escòcia i Newcastle el 2007/2008, Heineken es va convertir en la tercera cervesera més gran segons els ingressos, darrere de la belga-brasilera AB InBev i la britànica-sud-africana SAB. Heineken és propietari de la marca txeca Dačický, que es va elaborar a Kutná Hora des de 1573 fins que Heineken en va prendre possessió i va tancar la cerveseria el 2009.
L'octubre de 2016, després de la fusió entre Anheuser-Busch InBev i SABMiller, Heineken es va convertir en la segona cervesera més gran del món.
El 12 de gener de 2010, Heineken International va comprar amb èxit la divisió de cerveseria del gegant mexicà FEMSA en un acord de totes les accions ampliant el seu abast a tota l'Amèrica Llatina. L'acord va portar marques com Dos Equis, Sol, Tecate, Indio, Bohemia i Kloster. Després de l'acord, Heineken va començar a vendre els seus productes a Amèrica Llatina a través de la xarxa de distribució de FEMSA. L'acord va fer que FEMSA el 20% del propietari d'Heineken NV es convertís essencialment en el seu principal accionista únic després de les famílies holandeses (família Heineken i família Hoyer) que posseeixen el 25,83% i els accionistes públics que en posseeixen el 54,17%.
El 25 d'agost de 2023, com a conseqüència de la invasió russa d'Ucraïna el 2022, el grup va comunicar que abandonava el mercat rus, on disposava de 7 fàbriques, amb la venda del negoci per un euro a Arnest Group, assumint unes pèrdues d'uns 300 milions d'euros. Inicialment, ho havia de fer el març del 2022, però va adduir problemes tècnics per a fer-ho abans. Va mantenir el control tanmateix sobre la fabricació de la marca Amstel mitjançant un acord de llicències a productors locals durant 3 anys, però sense rebre'n cap mena de contraprestació econòmica.